# Rodrigo D. No Futuro
Rodrigo D. No Futuro es una película colombiana dirigida por el cineasta antioqueño Víctor Gaviria y protagonizada por Ramiro Meneses. Fue rodada en la ciudad de Medellín, Antioquia, entre 1986 y 1988. En mayo de 1990 la película debutó en el Festival de Cine de Cannes en su edición número 43. Narra la historia de Rodrigo, un joven que busca suplir su vacío maternal y existencial convirtiéndose en un músico de punk pero que no cuenta con los medios necesarios para obtener una batería. La historia se desarrolla en una época en la que la ciudad de Medellín era sacudida por la violencia.

## Sinopsis
Es 1988. Rodrigo es un muchacho que no ha cumplido los 20 años, y vive en los suburbios de Medellín. La reciente muerte de su madre le generó un continuo desinterés por la vida: ni va a la escuela, ni ayuda a su padre en la carnicería (actividades seguidas con juicio por su hermano menor), ni ayuda a su hermana a cuidar la casa. Tampoco participa ni del fútbol, ni de la iglesia, ni de los atracos, ni del negocio de la droga, todas actividades seguidas en su entorno. Ni siquiera recibe un aguardiente de su padre. Solo se interesa en el punk: escucha continuamente casetes, va a toques en su barrio y pretende conseguir una batería. Conseguir el instrumento se dificulta pues el vecino músico que conoce anda borracho y un metalero no quiere venderle el instrumento pues considera a los punkeros como «unos aparecidos». Finalmente se fabrica unas baquetas en una carpintería y practica en los muros y en los alambres de la ropa. Luego, aparecen por el barrio carros sospechosos preguntando por conocidos de él: uno es asesinado y otros dos deben esconderse. 
Finalmente Rodrigo va donde una amiga de su madre, quien le muestra antiguas fotos de ella. Al día siguiente va a un edificio céntrico y sube al piso número 20 con la intención de saltar desde allí. Contemporáneamente unos conocidos suyos asesinan a un antiguo vecino, a Ramón, por desencuentros que se han prolongado a lo largo de la película. Rodrigo se lanza al vacío después de sonar la canción "No te desanimes, mátate". En los créditos finales de la película se puede leer: «Dedicada a la memoria de John Galvis, Jackson Gallego, Leonardo Sánchez y Francisco Marín, actores que sucumbieron sin cumplir los 20 años a la absurda violencia de Medellín, para que sus imágenes vivan por lo menos el término normal de una persona».

## Reparto
La película fue protagonizada por jóvenes sacados de la misma calle, ninguno de ellos era actor. Algunos de los adolescentes que actuaron en la cinta fallecieron incluso antes del estreno de la misma, víctimas de la violencia que sacudía a la ciudad de Medellín en la década de 1980. Ramiro Meneses, protagonista de la película, logró emprender una exitosa carrera en la actuación gracias a su participación en la cinta. Destacan de su filmografía otras producciones colombianas como Golpe de Estadio (1998), Perder es cuestión de método (2004) y Punto y raya (2005). También ha actuado en reconocidas series de televisión como Cuando quiero llorar no lloro (1991), Vuelo secreto (1992), ¿Por qué diablos? (1999) y Sin tetas no hay paraíso (2006).

## Contexto cultural
La película fue rodada en el contexto de la violencia de Medellín en la década de 1980. Se trataba de una época de crisis urbana en la ciudad por el resultado del desplazamiento a causa de la violencia rural y de la guerra del narcotraficante Pablo Escobar contra el estado. La película llamó la atención por las actuaciones naturales y por la subcultura forjada con base en la violencia, la música y las drogas. Fue rodada con actores naturales, la mayoría de ellos miembros de bandas juveniles. Destaca su uso del lenguaje, jerga que después fue institucionalizada como el parlache y que es una manera de expresar una nueva realidad. El rodaje fue llevado a cabo en la comuna noroccidental del barrio El Diamante, en el barrio Robledo y en otras locaciones de la ciudad de Medellín entre 1986 y 1988.

## Premios y reconocimientos
- Mejor Adaptación Cinematográfica en el Concurso Nacional de Guiones de la Compañía de Fomento Cinematográfico FOCINE (1986).
- Mano de bronce a Mejor Película en el sexto Festival Latino de Nueva York (Estados Unidos) 1990.
- Premio Glauber Rocha en la edición número 12 del Festival Internacional del Nuevo Cine Latinoamericano (La Habana - Cuba) 1990.